# Gustav Tornier

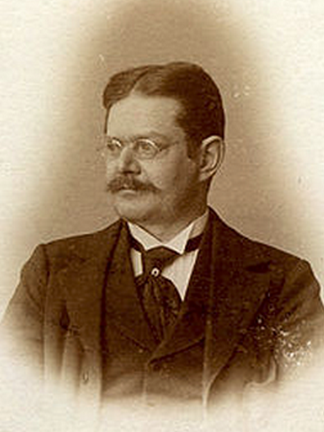
Gustav Tornier

Gustav Tornier (* 9. Mai 1859 in Dombrowken, Kulmerland; † 25. April 1938 in Berlin) war ein deutscher Herpetologe. Er war ein Experte für Amphibien und Reptilien im ehemaligen Deutsch-Ostafrika.
Tornier studierte an der Universität Heidelberg, an der er 1892 promoviert wurde. Schon zuvor arbeitete er am Zoologischen Museum der Friedrich-Wilhelms-Universität Berlin (dem späteren Museum für Naturkunde). Dort war er in der herpetologischen Sammlung, die er ab 1895 leitete, als deren bisheriger Leiter Paul Matschie die Säugetiersammlung übernahm. 1902 wurde er Professor für Zoologie an der Universität Berlin. Ab 1903 leitete er zusätzlich die Bibliothek des Museums, war 1921 Assistenzdirektor und 1922/23 kommissarischer Leiter. 1923 ging er in den Ruhestand. Sein Nachfolger in der herpetologischen Abteilung wurde Ernst Ahl.
1909 war er in eine Debatte um die Fortbewegung von Diplodocus verwickelt, damals aktuell aufgrund des von Andrew Carnegie Berlin geschenkten Abgusses, der im Naturkundemuseum aufgestellt war. Oliver Hay hatte die Rekonstruktion kritisiert und meinte, Diplodocus würde sich ähnlich Krokodilen mit seitlich abgespreizten Gliedmaßen fortbewegt haben. Tornier war unabhängig von Hay zu derselben Schlussfolgerung gekommen und unterstützte Hays Theorie. Das brachte ihnen 1910 heftige Kritik vom Direktor des Carnegie Museums in Pittsburgh William Jacob Holland, der die Aufstellung des Skeletts in Berlin überwacht hatte.
1886 bis 1890 veröffentlichte er Arbeiten über die Phylogenese von Ellenbogen und Fuß von Säugetieren.
Er erstbeschrieb und benannte unter anderem mehrere Chamäleon-Arten.
1903 wurde er Mitglied der Deutschen Akademie der Naturforscher Leopoldina. Der in Tendaguru entdeckte Sauropode Tornieria (Barosaurus) ist nach ihm benannt.

## Schriften
- Der Kampf mit der Nahrung: Ein Beitrag zum Darwinismus, Berlin 1884, Archive
- Die Reptilien und Amphibien Ost-Afrikas, Reimer, Berlin 1896